# Wilsberg (Knüll)
Der dicht bewaldete Wilsberg ist mit 598 m ü. NHN einer der höchsten Berge des Knüllgebirges im Schwalm-Eder-Kreis in Hessen in Deutschland. Die Gipfelkuppe liegt im Westen des Stadtgebiets von Schwarzenborn (Knüll). Sie ist zweieinhalb Kilometer von der Stadtmitte entfernt. Der Wilsberg gehört zum Truppenübungsplatz Schwarzenborn (seit 2014 Standortübungsplatz), der sich rund um die 1100 Meter entfernte Knüll-Kaserne erstreckt.
Der Wilsberg liegt 1500 Meter südsüdöstlich des Knüllköpfchens (633,8 m) und ist von diesem durch einen 560 m hohen Bergsattel getrennt, über den die Landesstraße 3155 von Schwarzenborn nach Ziegenhain (Schwalmstadt) führt. Am Osthang liegt in 555 m Höhe die gefasste Quelle der Efze, deren Wasser sich mit anderen Quellbächen im Knüllteich vereint, weiter nördlich durch die Kreisstadt Homberg (Efze) fließt und schließlich in die Schwalm mündet. Zwischen Wilsberg und Knüll-Kaserne führt die Landesstraße 3156 von Schwarzenborn nach Südwesten über eine rund 550 m hohe Hochfläche nach Hauptschwenda und Neukirchen (Knüll).
Der Wilsberg gehört zu einer ausgedehnten Tafel aus vulkanischem Tuff mit eingelagerten Gängen aus Basaltgestein, die auf den miozänen Vulkanismus im nordhessischen Vulkangebiet zurückgeht. Am Wilsberg umgibt er ringförmig eine Schlotfüllung aus Nephelinbasanit (früher Nephelinbasalt oder bei grobkörnigem Gefüge Trachydolerit genannt), einem kieselsäurearmen, alkalischen Eruptivgestein, dass nur chemisch von echtem Basalt zu unterscheiden ist. Die Abhänge des Bergs sind im Untergrund durch den roten Tuff oder den ebenso verwitternden Basalt rötlich gefärbt, einige Bearbeiter unterschieden hier früher mehrere basaltische Lavaströme, deren Natur aber umstritten ist. Solche Bildungen, bei denen ein Tuffmantel einen basaltischen Schlot umgibt, werden heute meist als Diatrem gedeutet: Hier bildete sich zunächst bei einer phreatomagmatischen Explosion ein tuffgefüllter Schlot, in den in einer späteren Eruptionsphase, ohne Wasserzutritt, der (nur physikalisch, nicht chemisch unterschiedliche) Basalt eingedrungen ist. Der harte Basalt wurde bei der Hebung der Region zum Mittelgebirge aufgrund seiner Verwitterungsbeständigkeit dann als Härtling herauspräpariert.